# Домашний арест (альбом)
Домашний арест — дебютный студийный альбом российской поп-рок-группы «Лицей», записанный в 1992 году и выпущенный в начале 1993 года на виниловых пластинках и CD дисках. Альбом был выпущен фирмой «Sintez records». Продюсером и звукорежиссером выступил Александр Кутиков.

## Об альбоме
Работа над альбомом началась в начале 1992 года, когда были записаны первые версии песен «Субботний вечер», «Высокий блондин», «Люди-машины» и «Лето», кавер-версии песни группы «Воскресение». Эти ранние фонограммы были использованы для выступлений в программах «50х50» и «Площадка Обоза» в марте-апреле 1992 года, после чего продюсер группы Алексей Макаревич начал готовить новые песни, для того чтобы в конце года записать полноценный альбом. В итоге в альбом вошли ещё две кавер-версии песен группы «Воскресение» и ещё четыре оригинальных песни. 
По инициативе звукорежиссера Александра Кутикова специально для группы «Лицей» в песне «Лето» Алексей Романов изменил текст и таким образом песня получила новое название «Стать самим собой».
Другие песни группы «Воскресение» на этом альбоме сильно отличались от оригинальных версий по аранжировке, в особенности песня Алексея Романова «Снилось мне».   
C песней Евгения Маргулиса и Алексея Романова «Хороший парень» группа стала лауреатом фестиваля Песня-93, а с песней  Алексея Макаревича и Карена Кавалеряна «Домашний арест» лауреатом фестиваля Песня-94.
Законченный альбом был показан знаменитому американскому музыкальному промоутеру Сиду Бернстайну, после чего с группой был заключен предварительный контракт на выпуск англоязычной версии пластинки в США, но по неизвестным причинам этого так и не произошло.
В 1994 году песни «Субботний вечер» и «Домашний арест» вошли в сборник «Sintez Rock & Roll ...Кому что..», выпущенный на CD фирмой «Sintez records». Вместе с песнями  «Лицея» в этот сборник вошли песни групп «Машина времени», «Браво», «Наутилус Помпилиус» и «Секрет».

## Список композиций
| №   | Название            | Автор(ы)                                                 | Длительность |
| --- | ------------------- | -------------------------------------------------------- | ------------ |
| 1.  | «Субботний вечер»   | Алексей Макаревич – Сергей Андреев                       | 3:40         |
| 2.  | «Домашний арест»    | Алексей Макаревич, Анастасия Макаревич – Карен Кавалерян | 4:43         |
| 3.  | «Снилось мне»       | Алексей Романов                                          | 4:05         |
| 4.  | «Высокий блондин»   | Валентин Овсянников                                      | 5:20         |
| 5.  | «Люди-машины»       | Валентин Овсянников                                      | 4:10         |
| 6.  | «Мама, мама»        | Алексей Макаревич – Карен Кавалерян                      | 4:30         |
| 7.  | «Стать самим собой» | Алексей Романов                                          | 3:55         |
| 8.  | «Хороший парень»    | Евгений Маргулис – Алексей Романов                       | 3:10         |
| 9.  | «След на воде»      | Алексей Макаревич – Карен Кавалерян                      | 4:25         |
| 10. | «Будь здоров»       | Алексей Макаревич – Карен Кавалерян                      | 4:20         |

## Участники записи
- Анастасия Макаревич — вокал
- Изольда Ишханишвили — вокал
- Елена Перова — вокал
- Виталий Островский — аранжировка, электрогитары, акустические гитары
- Алексей Макаревич — аранжировка, продюсер группы
- Сергей Рудницкий — клавишные, синтезаторы, компьютеры

Технический персонал
- Александр Кутиков — звукорежиссёр, выпускающий продюсер
- Александр Бармаков — инженер звукозаписи